# Valentina Kogan
Valentina Kogan (Buenos Aires, 19 de marzo de 1980) es una ex arquera argentina de handball y exintegrante de la Selección argentina. Ha participado en el Campeonato Mundial de Balonmano Femenino de 2011 realizado en Brasil.

## Biografía
Valentina es diabética desde los 10 años y vegetariana desde los 15. Empezó a jugar handball mientras estudiaba en el Colegio Tarbut, un colegio privado judío con un programa trilingüe (español-inglés-hebreo) de educación. Estudió Relaciones Internacionales en la Universidad de San Andrés y está casada desde 2013 con Carolina Rieger. La pareja tuvo gemelos, concebidos por inseminación artificial.

## Carrera deportiva
Kogan jugó profesionalmente en España en los equipos Costa del Sol Málaga y el Vícar Goya Koppert. Aparte de jugar para la selección nacional, es la directora de Club de Corredores, una compañía dedicada a la organización de maratones y carreras de aventura.
Como arquera de la Selección Argentina, obtuvo medallas de plata en tres Juegos Panamericanos (Santo Domingo 2003, Guadalajara 2011 y Toronto 2015) y una de bronce en el Campeonato Panamericano de Balonmano (Santo Domingo 2007) y una medalla de bronce en los Juegos Panamericanos de 2007 en Río de Janeiro y en los Juegos Panamericanos celebrados en La Habana en 2015. En 2009, el equipo se convirtió en el campeón panamericano después de derrotar a Brasil en Santiago de Chile. Junto con el equipo, también obtuvo la medalla de oro en los Juegos Suramericanos de 2010 realizados en Medellín, Colombia.
Kogan se retiró de la Selección nacional luego de participar en los Juegos Olímpicos de Río de Janeiro 2016, acabando una carrera de 18 años en el equipo y luego de la primera participación de Argentina en el balonmano femenino en estos Juegos Olímpicos.

### Logros individuales
- Mejor arquera:
  - Juegos Panamericanos de 2015[13]
- Premio Konex -Diploma al Mérito- (2020)